# Ribas de Sil
Ribas de Sil är en kommun i Spanien.  Den ligger i provinsen Lugo i den autonoma regionen Galicien i den nordvästra delen av landet, 400 km nordväst om huvudstaden Madrid. Antalet invånare är 904 (2024).